# Oprogramowanie systemowe PlayStation Portable
Oprogramowanie systemowe PlayStation Portable – oficjalny firmware przenośnej konsoli PlayStation Portable firmy Sony.
Aktualizacje dodają nowe funkcje oraz łatki zapobiegające uruchamianiu aplikacji homebrew na urządzeniu. Mogą być one uzyskane na cztery sposoby:
- bezpośrednie pobranie na PSP przez Wi-Fi: w angielskiej wersji XMB należy wybrać Settings→Network Update;
- pobranie na PC, a następnie przeniesienia na PSP przez kabel USB lub Memory Stick;
- wczytanie z UMD niektórych gier, do których dodano aktualizację; gry te mogą nie działać z wcześniejszą niż dołączona do UMD wersjami oprogramowania;
- pobranie z PS3 na PSP za pomocą kabla USB (tylko japońska wersja).

Choć aktualizacje oprogramowania systemowego działają dla konsoli z dowolnego regionu, to firma Sony zaleca pobieranie aktualizacji wydanych dla regionu odpowiadającego miejscu zakupu urządzenia. Funkcje dodane podczas aktualizacji obejmują m.in. przeglądarkę sieci, obsługę Adobe Flash, dodatkowe kodeki obrazu, dźwięku, wideo, łączność z PlayStation 3 jak również łatki bezpieczeństwa. Jeżeli podczas zapisu lub aktualizacji oprogramowania systemowego zostanie utracone zasilanie, konsola nie uruchomi się, o ile system nie zostanie uruchomiony z innego źródła takiego jak bateria w trybie serwisowym, gdzie może być odzyskany.
Ostatnia wykryta wersja oprogramowania, która jest dołączana do nowych PSP, to 6.20 wydana 29 czerwca 2010.
Ostatnią wersją oprogramowania jest 6.61.

## Wersje
| Wersja | Data wydania                           | Opis |
| ------ | -------------------------------------- | --- |
| 6.61   | 15 stycznia 2015                       | - Zwiększa stabilność systemu w pewnych warunkach. |
| 6.60   | 10 sierpnia 2011                       | - Zwiększa stabilność systemu w pewnych warunkach. - PlayStation Spot (tylko w Japonii) został usunięty z menu sieci co odpowiada końcowi usługi PlayStation Spot. - Załatano dziurę w jądrze wykrytą przez Some1. |
| 6.39   | 24 maja 2011                           | - Umożliwia zmianę hasła do PSN. |
| 6.38   | 12 kwietnia 2011                       | - Umożliwia korzystanie z usługi Qriocity. - Zwiększa stabilność systemu w pewnych warunkach. |
| 6.37   | 20 stycznia 2011                       | - Załatano dziurę zapisu Everybody's Sukkuri #1 umożliwiającą "przerobienie" oprogramowania za pomocą HBL. - Załatano dziurę jądrową scepower. |
| 6.36   | 1 grudnia 2010                         | - Wersja wymagana do uruchomienia gry Monster Hunter Portable 3rd. |
| 6.35   | 24 listopada 2010                      | - Ciche załatanie dziury w grze "Hot Shots Golf". - Przygotowanie konsoli PSP na wprowadzenie usługi Music Unlimited. - Dodano Game Store (dział PlayStation Store) w Kuwejcie, Izraelu i Ukrainie. |
| 6.31   | 29 lipca 2010                          | - Zwiększono stabilność konsoli. - Naprawiono dziurę w Persona 3 Portable, która uniemożliwiała grę po przełączeniu konsoli w tryb uśpienia. - Możliwa łatka bezpieczeństwa na dziurę pozwalającą uruchomienie loadera aplikacji homebrew w wersji 6.30. |
| 6.30   | 29 czerwca 2010                        | - Można sortować gry według ich formatu (PSP, minis, PlayStation, PCEngine i NEOGEO). - Zgodność z usługą PlayStation Plus. - Usunięcie błędu zapisanego stanu gry 'Patapon 2', w wyniku czego nie można było uruchomić aplikacji Half Byte Loader (aplikacji służącej do uruchamiania programów homebrew). - Usunięto możliwość korzystania z urządzenia Action Replay firmy Datel. |
| 6.20   | 19 listopada 2009                      | - Możliwość zrobienia downgrade do 5.03 z użyciem 6.20 TN-B - Dodano usługę Digital Comics - Załatano exploita 'Archer MaClean's Mercury Exploit'. - Wprowadzono ulepszenia do Media Go. - Dioda LED sieci bezprzewodowej już nie miga, gdy PSP jest podłączone do Internetu. - Dodano możliwość importowania listy odtwarzania zdjęć i wideo utworzone za pomocą aplikacji Media Go lub systemu PS3 i odtwarzania ich w systemie PSP - W Wielkiej Brytanii, Francji, Niemczech i Hiszpanii dostępna jest funkcja Video Store w PlayStation Store |
| 6.10   | 30 września 2009                       | - Dodano kanały SensMe - Dodano wsparcie dla playlisty importowanej przez Media Go - Wprowadzono kilka poprawek w Media Go - Do listy gier dodano opcję Update - tylko PSP go: dostęp do internetu przez Bluetooth - tylko PSP go: dodano Memory Stick jako domyślne przeznaczenie dla zawartości pobranej z PlayStation Store - tylko PSP go: dodano profil The Dial-Up Networking jako jeden z wspierających profil Bluetooth - tylko PSP go: opcję Standard zmieniona na Display Panel Close Options |
| 6.00   | 10 września 2009                       | - Zwiększone bezpieczeństwo korzystania z opcji "Internet Browser" - "Network Update" zmieniło nazwę na "System Update" - W "System Update", można wybrać metodę aktualizacji oprogramowania. - Można grupować gry według ich daty wygaśnięcia. - Grupowanie zawartości w następujących folderach: Without Expire Date (Bez daty wygaśnięcia), With Expire Date (Z datą wygaśnięcia) i Expired (Wygasłe). - Zmieniono animację ikony baterii w czasie jej ładowania. - Dodano emulator PS1. - Zaznaczając tło w [Theme Settings], PSP automatycznie zmienia tło w celu jego podglądu. - Dodano więcej kolorów XMB (Settings>Theme Settings>Theme>Color) (Tylko dla 200x, 300x i N100x) - Większe bezpieczeństwo - Przy pobieraniu z PlayStation Store pokazuje ile czasu pozostało (a nie tylko procenty jak dotychczas) 5.70 Soft jest w PSP z grą Gran Turismo |
| 5.55   | Zainstalowane w PSP na Targach E3 2009 | - Usunięcie luki w zabezpieczeniach oprogramowania systemowego |
| 5.51   | 11 czerwca 2009                        | - Poprawiono stabilność działania niektórych funkcji - Ciche usunięcie exploita ChickHEN. - Usunięcie luki w zabezpieczeniach oprogramowania systemowego |
| 5.50   | 21 kwietnia 2009                       | - Dodano opcję Tablicy Informacyjnej (Information Board) w ramach usługi PlayStation Network - Zwiększono liczbę poziomów folderów, jakie można przeglądać w sekcjach Zdjęcia (Photo), Muzyka (Music) oraz Wideo (Video). - Po wybraniu opcji Wyszukiwanie internetowe (Internet Search) dla wybranej gry w oparciu o jej tytuł można wyszukać dotyczące jej informacje. - W przeglądarce internetowej dodano funkcję Trend Micro dla PSP. - Możliwość korzystania z PlayStation Store, nawet bez konta PlayStation Network. - Udostępniono opcję automatycznego logowania do PlayStation Store. Na ekranie logowania do PlayStation Store ustaw opcję Zaloguj się automatycznie/Logowanie automatyczne (Sign In Automatically/Auto Sign-In) - Dodano opcję Pobierz wszystko (Download All), której można używać w przypadku zakupu wielu elementów za pośrednictwem PlayStation Store. - Podczas pobierania gier za pośrednictwem PlayStation Store wymagana jest teraz mniejsza ilość wolnego miejsca na kartach Memory Stick Duo. (Poprzednio wymagana ilość wolnego miejsca na karcie Memory Stick Duo odpowiadała dwukrotności objętości pliku gry, który miał zostać pobrany. Dzięki oprogramowaniu systemowemu w wersji 5.50 możesz teraz pobierać gry za pośrednictwem PlayStation Store i zapisywać je na kartach Memory Stick Duo, jeśli ilość wolnego miejsca odpowiada objętości pliku z grą.) - Załatano lukę w libtiff exploit - Pojawiła się nowa luka w libtiff, która tylko crashuje konsolę (jest nieexploitowalna) - Usunięcie usługi Go!Messenger z kategorii [Network]. |
| 5.05   | 19 lutego 2009                         | (wersja dostarczana z japońskim wydaniem IdolM@ster) - Dodano wsparcie dla nagród "PlayStation Home" |
| 5.03   | 20 stycznia 2009                       | - Poprawiono stabilność działania podczas niektórych funkcji. - Załatano lukę pozwalającą exploit-owi, ukrytemu w zmodyfikowanych save-ach, na przepełnienie bufora pamięci - W tej wersji i w każdej niżej istnieje libtiff exploit, jednak tylko z tego softu można uruchomić Homebrew Enabler (ChickHEN)(Mimo to kilka osób udowodniło działanie ChickHEN na softach 5.00-5.05 |
| 5.02   | 20 listopada 2008                      | - Poprawiono stabilność działania podczas niektórych funkcji, m.in. PlayStation Store. |
| 5.01   | 21 października 2008                   | - Poprawiono błąd z wersji 5.00 dotyczący PlayStation Store i kart Memory Stick 8GB i 16GB. Zaleca się uaktualnienie oprogramowania, aby mieć dostęp do PlayStation Store. |
| 5.00   | 15 października 2008                   | Pierwsze "uniwersalne" oryginalne oprogramowanie dla wszystkich modeli (PSP-10xx, PSP-20xx i PSP-30xx) - [Playstation Network] dodano jako kategorię w XMB - [Playstation Store] dodano w kategorii Playstation Network - [Account Management] dodano w kategorii Playstation Network - funkcja Sleep Timer dla [Music] - Nowa pełnoekranowa klawiatura; naciśnij kilkakrotnie [Select], gdy masz włączoną klawiaturę. - Przebudowano tło XMB - Wsparcie dla większej liczby formatów wideo tylko w PSP 3000 – pełnoekranowe wyświetlanie PlayStation® format software przy podłączeniu do TV. |
| 4.05   | 13 lipca 2008                          | - dodano nowe efekty wizualizacji w [Music]. - dodano obsługę oglądania wypożyczonych i zakupionych filmów ze sklepu PlayStation (tymczasowo tylko w wersji amerykańskiej) Tylko w S&L: - możliwość zaprogramowania do ośmiu programów do nagrania za pomocą jednosegmentowego tunera telewizyjnego (wyłącznie wersja japońska) - możliwość ustawienia całej serii programów do nagrania za pomocą jednosegmentowego tunera telewizyjnego (wyłącznie wersja japońska) - możliwość nagrywania programu za pomocą jednosegmentowego tunera telewizyjnego bez konieczności jego oglądania (wyłącznie wersja japońska) |
| 4.01   | 25 czerwca 2008                        | Aktualne oprogramowanie dołączane do PSP Slim & Lite - poprawiono wyświetlanie wyników wyszukiwania w [Internet Search] dla pewnych języków - poprawiono wyświetlanie zawartości wideo w [Video] dla pewnych rodzajów plików |
| 4.00   | 18 czerwca 2008                        | - dodano [Internet Search] jako funkcję w [Network] - dodano funkcjonalność obsługującą zmienione prędkości odtwarzania w [Video] - dodano obsługę napisów w filmach UMD w [Video] |
| 3.96   | 3 czerwca 2008                         | Aktualnie rozprowadzane wyłącznie z amerykańską wersją Hot Shots Golf: Open Tee 2 - rozszerzono obsługę gier PlayStation Network |
| 3.95   | 8 kwietnia 2008                        | - rozszerzono obsługę gier PlayStation Network - możliwość dalszego dostosowania sterowania pobranych gier PlayStation - zmieniono metodę wyłączania PS3 za pomocą [Remote Play] |
| 3.93   | 18 marca 2008                          | - rozszerzono funkcję radia internetowego Tylko S&L: - dodano komunikator Skype do [Network] (wyłącznie wersja japońska) |
| 3.90   | 29 stycznia 2008                       | - rozszerzono obsługę gier PlayStation Network - obsługa usługi Go!Messenger (w [Network]) (tylko wersja europejska) Tylko S&L: - dodano komunikator Skype do [Network] (poza wersją japońską) |
| 3.80   | 17 grudnia 2007                        | Drugie oprogramowanie dołączane do PSP Slim & Lite - odtwarzacz internetowego radia strumieniowego - dodano nowy efekt wizualizacji muzyki - wyszukiwanie scen wideo - obsługa OPML i obrazów w RSS - dostępność PlayStation Spot w BB Mobile Point (wyłącznie wersja japońska) - dodano możliwość uruchamiania gier PlayStation z dysku lub dysku twardego przez Remote Play za pomocą konsoli PlayStation 3 Tylko S&L: - nagrania jednosegmentowej telewizji (wyłącznie wersja japońska) |
| 3.73   | 29 listopada 2007                      | Możliwe pierwsze wydanie dla poprawki PSP Slim & Lite z nową płytą główną TA-085 v2. W tym momencie nie jest jasne, czy było to 3.72, czy 3.73. - poprawiono stabilność systemu przez poprawienie błędów związanych ze sporadycznym zawieszaniem napędu UMD, a następnie nieudanym powtórnym odczytaniem danych. |
| 3.72   | 30 października 2007                   | Możliwe pierwsze wydanie dla poprawki PSP Slim & Lite z nową płytą główną TA-085 v2. W tym momencie nie jest jasne, czy było to 3.72, czy 3.73. - rozszerzono obsługę gier PlayStation Network - dostępność Remote Start w [Remote Play], wymaga ono Playstation 3 z oprogramowaniem w wersji 2.00 |
| 3.71   | 13 września 2007                       | - dodano poprawki zwiększające bezpieczeństwo - rozszerzono obsługę gier PlayStation Network - poprawiono ustawienia niektórych regionów (np. usunięto ikonę PlayStation Spot w regionach innych niż japoński) |
| 3.70   | 11 września 2007                       | Pierwsza „uniwersalna” wersja oprogramowania dla oryginalnych serii PSP-10xx i PSP Slim & Lite PSP-20xx - dodatkowe tematy graficzne - dodano obsługę przypisywania przycisków w [Remote Play] - dodano funkcję wyszukiwania scen w [Video] - dodano obsługę odtwarzania sekwencyjnego w [Video] - dodano obsługę odtwarzania symultanicznego w [Music] i [Photo] - dodano ikonę PlayStation Spot w [Network] w regionach innych niż japoński - zwiększono ograniczenie bitrate wideo z 768kbit/s do 2Mbit/s |
| 3.60   | 10 września 2007                       | Pierwsze oprogramowanie dołączane do PSP Slim & Lite Nigdy nie udostępniono aktualizacji tej wersji oprogramowania, która była dostępna wyłącznie w nowych urządzeniach pierwszego wdania PSP Slim & Lite z płytą główną TA-085 Tylko S&L: - obsługa wyjścia telewizyjnego - obsługa tunera jednosegmentowego (wyłącznie wersja japońska) - obsługa bufora UMD - opcja ładowania przez USB - dodatkowe tematy kolorystyczne dla XMB |
| 3.52   | 24 lipca 2007                          | - rozszerzono obsługę gier PlayStation Network |
| 3.51   | 29 czerwca 2007                        | - załatano exploit Illuminati |
| 3.50   | 31 maja 2007                           | - możliwość korzystania z Remote Play poprzez internet. - dodano RSS Channel Guide jako funkcję w [RSS Channel] - usunięto ograniczenie prędkości procesora umożliwiając jego działanie z prędkością nawet 333 MHz zamiast 266 MHz. |
| 3.40   | 20 kwietnia 2007                       | - rozszerzono obsługę gier PlayStation Network - usunięto opcję Certificate Utility (nadal jest dostępna poprzez wciśnięcie trójkąta na wybranej grze) - możliwość wykorzystania danych zapisanych w formacie oprogramowania PlayStation w systemach PSP i PS3 |
| 3.30   | 28 marca 2007                          | - obsługa nagłówków obrazów w kanale RSS i folderze wideo - wsparcie MPEG-4/H.264 dla rozdzielczości 720×480, 352×480, oraz 480×272 (natywna rozdzielczość) - dodano "Wireless Hotspot" (6 miesięcy bezpłatnego bezprzewodowego dostępu do Internetu T-Mobile dla użytkowników USA) |
| 3.11   | 8 lutego 2007                          | - dodano opcję resetu dla gier PlayStation Network - dodano menu Portable TV w [Network] (wyłącznie wersja japońska) |
| 3.10   | 30 stycznia 2007                       | - dodano dynamiczny normalizator - dodano opcję oszczędzania pamięci - dodano menu PlayStation Spot w [Network] (wyłącznie wersja japońska) - cicha łatka exploitów sceRegOpenRegistry i GTA |
| 3.03   | 20 grudnia 2006                        | - rozszerzono obsługę gier PlayStation Network - dodano obsługę robienia zdjęć i kręcenia filmów za pomocą kamery |
| 3.02   | 6 grudnia 2006                         | - rozszerzono obsługę gier PlayStation Network |
| 3.01   | 22 listopada 2006                      | - rozszerzono obsługę gier PlayStation Network |
| 3.00   | 21 listopada 2006                      | - obsługa Remote Play PlayStation 3. - obsługa klasycznych gier PSone. - dodano wizualizację muzyki. |
| 2.82   | 26 października 2006                   | - dodano poprawki zwiększające bezpieczeństwo |
| 2.81   | 7 września 2006                        | - obsługa kart Memory Stick o pojemności większej niż 4 GB - aktualizacja bezpieczeństwa usuwająca exploit libtiff |
| 2.80   | 27 lipca 2006                          | - obsługa kanałów wideo RSS - aktualizacja LocationFree Player dodająca obsługę kodeka wideo AVC. - cicha łatka błędu sceKernelLoadExec bug, ale otworzenie możliwości exploita sceRegOpenRegistry. |
| 2.71   | 30 maja 2006                           | - obsługa pobierania wersji demonstracyjnych gier z przeglądarki internetowej |
| 2.70   | 25 kwietnia 2006                       | - obsługa Adobe Flash Player (w wersji 6) |
| 2.60   | 29 listopada 2005                      | - obsługa dźwiękowych kanałów RSS. |
| 2.50   | 13 października 2005                   | - Sieć - dodano LocationFree Player - dodano [Auto-Select] oraz [Unicode (UTF-8)] do przeglądarki - możliwość zapisu w przeglądarce ustawień [Text Size], [Display Mode] oraz historii wprowadzania w uzupełnionych formularzach online - Wideo - możliwość odtwarzania filmów zabezpieczonych prawami autorskimi - Ustawienia - dodano [Set via Internet] do [Date and Time] w [Date & Time Settings] - dodano [WPA-PSK (AES)] w [Network Settings] jako metodę bezpieczeństwa - Inne - dodano tryb wprowadzania języka koreańskiego w klawiaturze ekranowej |
| 2.01   | 3 października 2005                    | - aktualizacja bezpieczeństwa łatająca exploit TIFF; później okazało się, że nie działa ona poprawnie we wszystkich wersjach aż do 3.03 (exploit Grand Theft Auto: Liberty City Stories). |
| 2.00   | 1 września 2005                        | Pierwsze wydanie brytyjskie - dodano [Network], a w nim [Internet Browser] - Wideo - dodano tryb 4:3 (dla wideo zapisanego na nośniku Memory Stick Duo) - dodano funkcję Go To (dla UMDVIDEO i UMDMUSIC) - dodano funkcję powtarzanie od-do (dla UMDVIDEO, UMDMUSIC i wideo zapisanego na nośniku Memory Stick Duo) - dodano opcje audio (dla wideo zapisanego na nośniku Memory Stick Duo) - dodano obsługę formatu MP4 (AVC) (dla wideo zapisanego na nośniku Memory Stick Duo) - Muzyka - umożliwiono przesyłanie plików muzycznych w formacie ATRAC3 plus na kartę Memory Stick PRO Duo poprzez połączenie SonicStage w wersji 3.2 (lub późniejszej) i oprogramowania systemowego PSP w wersji 2.00 (lub późniejszej) - dodano obsługę formatów MP4 (kodekiem audio w plikach tego formatu jest MPEG-4 AAC) i WAV (Linear PCM) (dla muzyki zapisanej na nośniku Memory Stick Duo) - Zdjęcia - dodano funkcję tapety - dodano funkcję przesyłania obrazów - dodano obsługę formatów TIFF, GIF, PNG oraz BMP - Ustawienia - dodano język koreański jako systemowy w [System Settings]. - dodano [Character Set] w [System Settings]. - dodano [Theme Settings] - dodano [Internet Browser Start Control] w [Security Settings] jako tryb bezpieczeństwa - dodano WPA-PSK (TKIP) w [Network Settings] jako tryb bezpieczeństwa - dodano funkcję skrótu adresu sieciowego jako tryb wprowadzania w klawiaturze ekranowej |
| 1.52   | 15 lipca 2005                          | - dodano poprawki zwiększające bezpieczeństwo - obsługa muzycznych UMD. |
| 1.51   | 18 maja 2005                           | - aktualizacja bezpieczeństwa naprawiająca exploit KXploit |
| 1.50   | 24 marca 2005                          | Pierwsze wydanie północnoamerykańskie - obsługa autoryzacji zawartości - obsługa nowych kodeków. - obsługa wielu języków. |
| 1.00   | 12 grudnia 2004                        | Pierwsze wydanie japońskie - pierwotne wydanie - brak systemu autoryzacji zawartości |